# مسجد عمر (لستر)

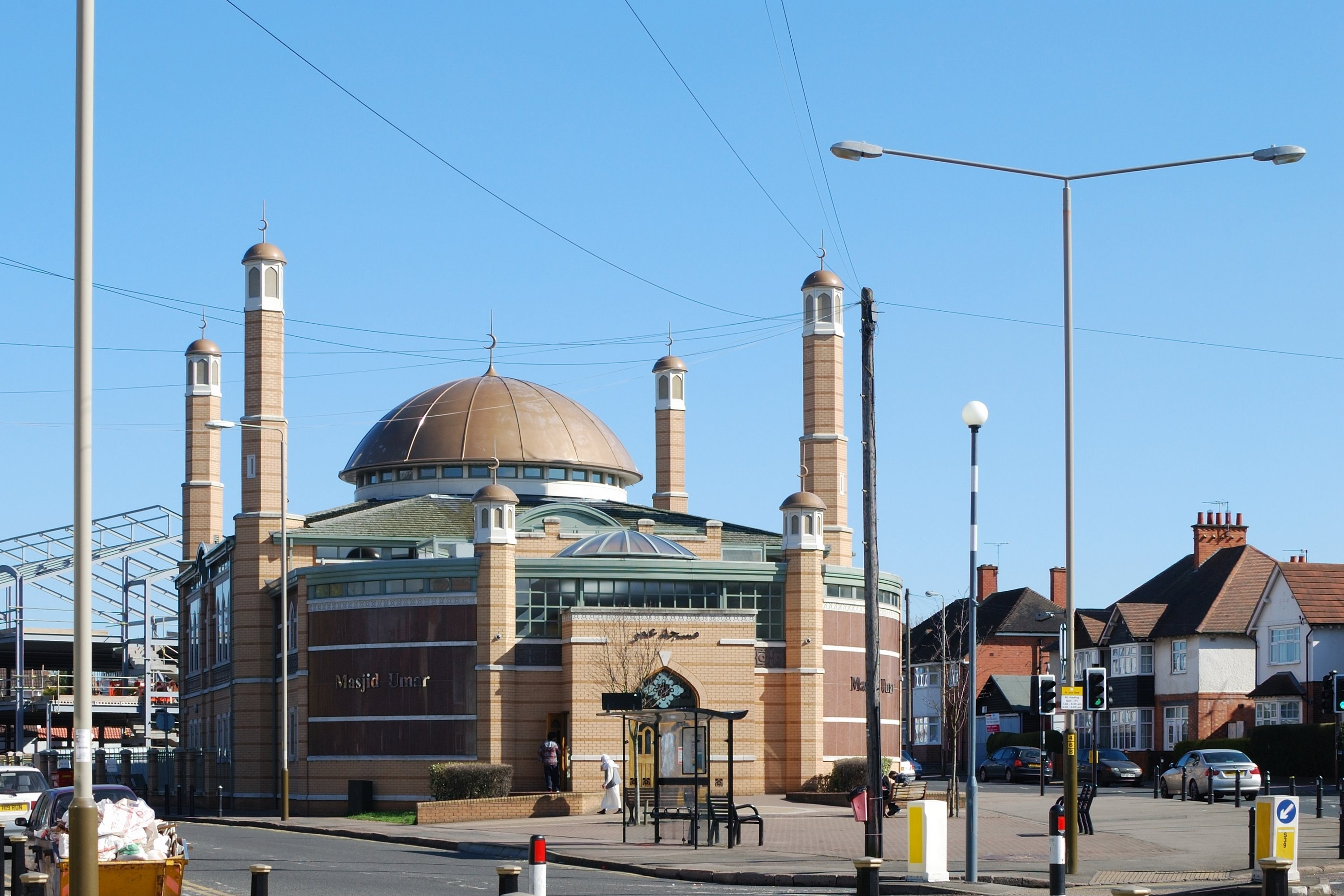
مسجد عمر في مدينة لستر

مسجد عمر (ليستر) (بالإنجليزية: Masjid Umar, Leicester)‏ هو مسجد في إفينجتون، ليستر، إنجلترا، اكتمل بناؤه في عام 2000. سُمّي المسجد على اسم الخليفة الثاني ورفيق الرسول محمد عمر بن الخطاب.

## وصلات خارجية
- مسجد عمر